# Комплекс защитных сооружений Санкт-Петербурга от наводнений
Ко́мплекс защи́тных сооруже́ний Санкт-Петербу́рга от наводне́ний, защитные сооружения от наводнений в Санкт-Петербурге, КЗС, дамба — комплекс дамб и смежных гидротехнических сооружений (водопропускных и судопропускных сооружений), протянувшийся поперёк Финского залива от Бронки до Сестрорецка (посёлок Горская), через остров Котлин, на котором находится город Кронштадт (входит в состав Санкт-Петербурга).
Строительство велось с 1979 по 2011 год, стоимость проекта по состоянию на первую декаду августа 2010 года составила 87,3 миллиарда рублей.

## Проект

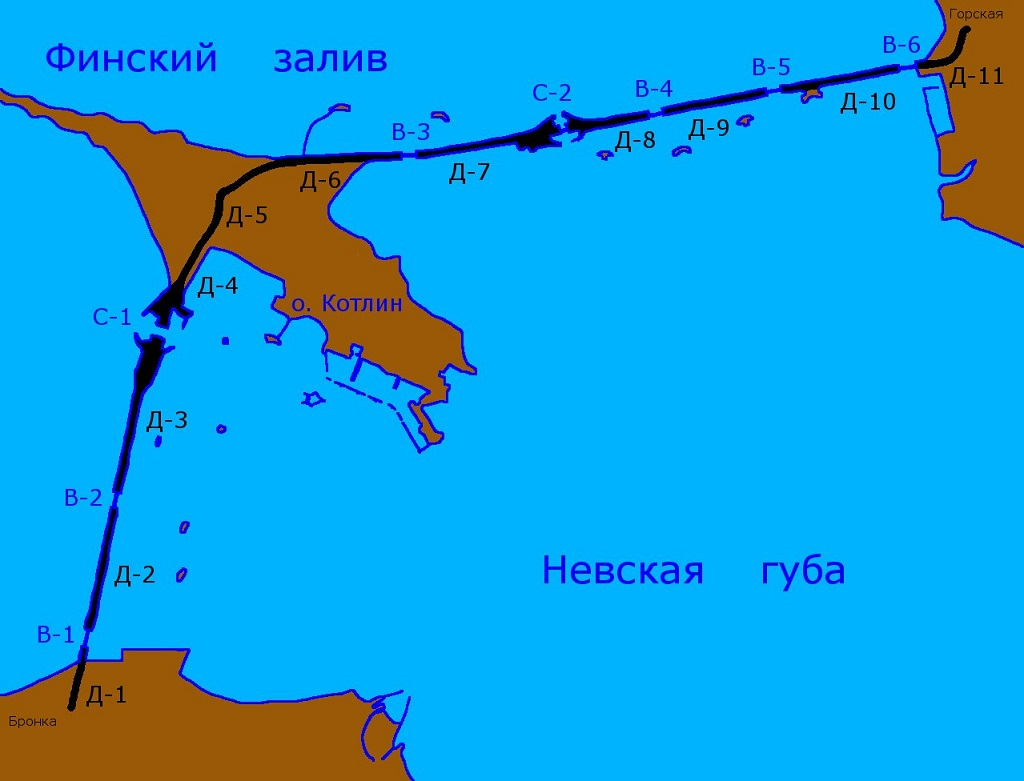
Схема КЗС

Комплекс защитных сооружений предназначен для защиты акватории Невской губы и дельты Невы от сгонно-нагонных явлений, при которых фиксировался подъём воды до 4,2 метра выше ординара. Полная протяженность защитных сооружений 25,4 км. Комплекс рассчитан на защиту от наводнений высотой до 4,55 метра, высота дамб — 6,4 м над средним многолетним уровнем воды, верхняя отметка волноотбойной стенки — 7,5 м.
Комплекс защитных сооружений включает в себя 11 защитных дамб (Д-1 — Д-11), 6 водопропускных сооружений (В-1 — В-6), два судопропускных сооружения (С-1 и С-2) и шестиполосную автомагистраль, проходящую по гребню защитных дамб, с мостами, туннелем и транспортными развязками. Нумерация сооружений идет от Бронки к Горской (с юго-запада на северо-восток). Общая длина дамб — 23,4 км.
Водопропускные сооружения предназначены для минимизации влияния КЗС на гидрологический режим акватории Невской губы и Финского залива. Сооружения В-1 и В-6 имеют по 12 водопропускных пролётов шириной в свету 24 м (наружная ширина 27 м) и глубиной воды на пороге 2,5 м. На сооружении В-3 — 10 водопропускных пролетов шириной 24 м и глубиной на пороге 2,5 м. Сооружения В-2, В-4 и В-5 имеют по 10 водопропускных пролетов шириной 24 м и глубиной на пороге 5 м. Все водопропускные пролёты оборудованы сегментными затворами массой 280 т каждый.
Судопропускное сооружение С-2 предназначено для пропуска судов с осадкой до 5,5 м. Оно представляет собой судоходный пролёт с подъемно-опускным затвором. Ширина судоходного пролёта − 110 м, глубина на пороге −7 м. Судоходный канал в случае наводнения перекрывается затвором массой 2500 т, находящимся в обычных условиях в камере затвора, расположенной ниже дна судоходного канала. Высота затвора 13 м. В случае наводнения затвор поднимается до отметки 4,55 м выше среднего уровня воды. Над С-2 проходит автомобильный мост, имеющий длину вместе с эстакадами — 1080 м. Центральный пролёт выполнен вертикальноподъёмным, размерами 120×30,2 м и массой 2300 т плюс два противовеса по 1140 т. Подмостовой габарит в наведенном положении — 16 м, в поднятом — 25 м.
Судопропускное сооружение С-1 предназначено для пропуска морских судов в течение всего года. С-1 представляет собой судоходный пролёт с сегментными плавучими затворами-батопортами. Ширина судоходного пролёта 200 м, глубина воды на пороге 16 м. При угрозе наводнения доковые камеры, в которых находятся затворы, заполняются водой, батопорты всплывают и выдвигаются в середину канала. Достигнув центра, затворы начинают наполняться водой и под своей тяжестью медленно опускаться на дно порога. Таким образом они препятствуют дальнейшему продвижению балтийской нагонной волны к Санкт-Петербургу. В обычном состоянии батопорты находятся в сухих доковых камерах.
Под судоходным каналом проходит подземный шестиполосный автомобильный тоннель общей длиной 1189 м, к которому с обоих сторон, для въезда и выезда, примыкают рамповые участки длиной по 356 м. Самая нижняя точка тоннеля расположена на отметке минус 28 м.
Получив информацию от Системы предупреждения угрозы наводнений о подъёме уровня воды, Дирекция КЗС заблаговременно (за 3 часа) предупреждает Администрацию Большого порта об угрозе затопления и прекращении навигации. Начинается подготовка к маневрированию затворов всех защитных сооружений. При угрозе наводнения сначала закрываются затворы судопропускных сооружений С-1 и С-2, а потом створы водопропускных сооружений (В-1 — В-6).
Авторы и разработчики проекта Комплекса защитных сооружений:
- ОАО «Ленгидропроект» — общая идеология проекта, защитные дамбы Д1-Д11, судопропускные сооружения, водопропускные сооружения В1-В6 — Главный инженер проекта КЗС Сергей Николаевич Кураев;
- ОАО «ЛенморНИИпроект» — судопропускное сооружение С-1 — Главный инженер проекта Александр Афанасьевич Гаркавко;
- ГУП «Ленгипроинжпроект» — транспортная составляющая комплекса (САД КЗС), автомобильная дорога по дамбам Д1-Д11, транспортная развязка в Кронштадте, транспортная развязка с автодорогой Санкт-Петербург — поселок Первого Мая, транспортные развязки судопропускных сооружений С-1 и С-2, мосты через водопропускные сооружения В1-В6, надземные пешеходные переходы на дамбах Д3, Д4, Д7, Д8, Д10 — Главный инженер проекта Леонид Борисович Локтионов;
- ОАО «Трансмост» — подъемный мост судопропускного сооружения С-2, автодорожный тоннель под Морским каналом судопропускного сооружения С-1 — Главные инженеры проекта Станислав Александрович Шульман и Владимир Викторович Стрельцов.

В качестве менеджера проекта — консультанта по инженерно-техническим вопросам завершения строительства выступил Институт «Стройпроект».

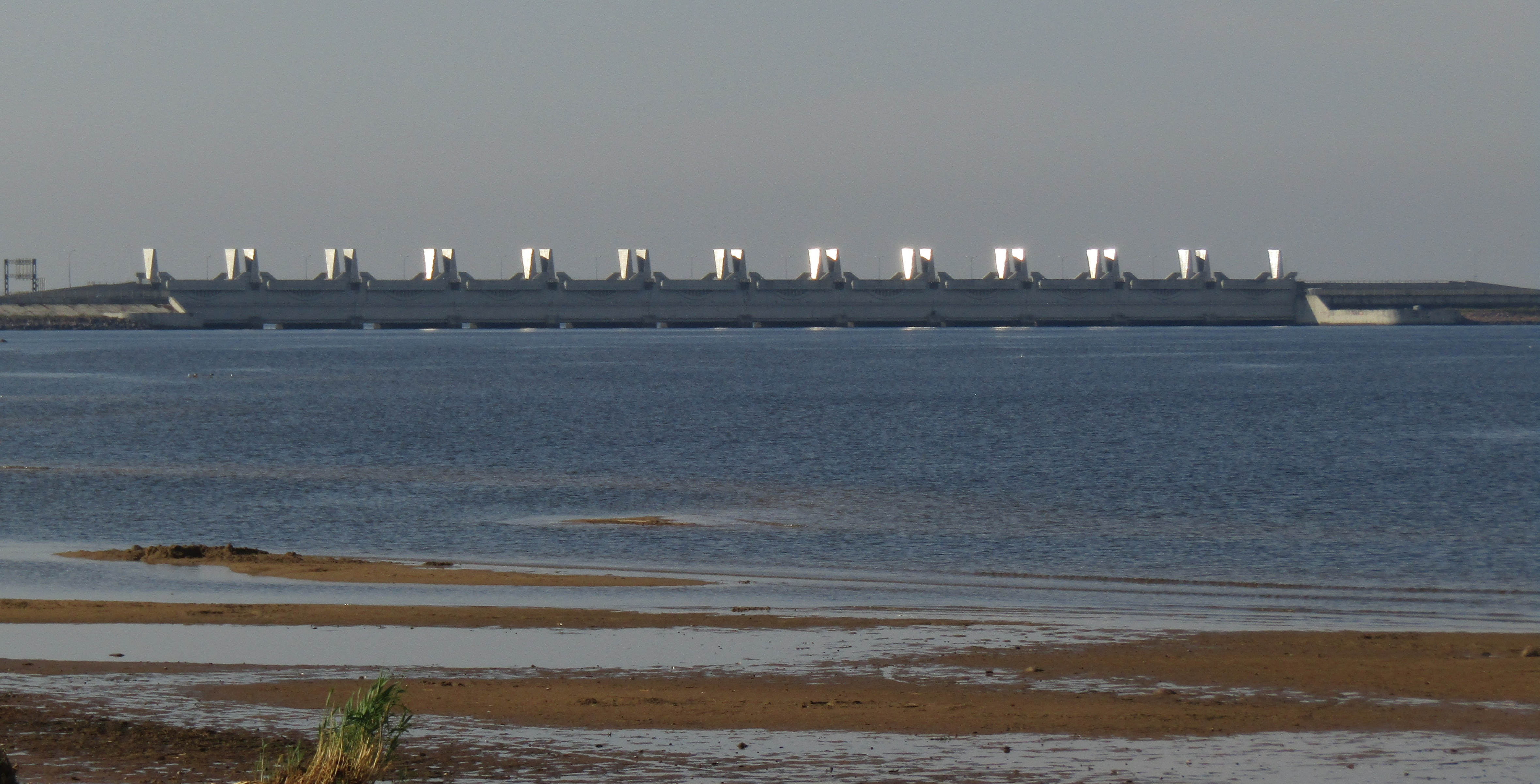
Водопропускное сооружение В-6
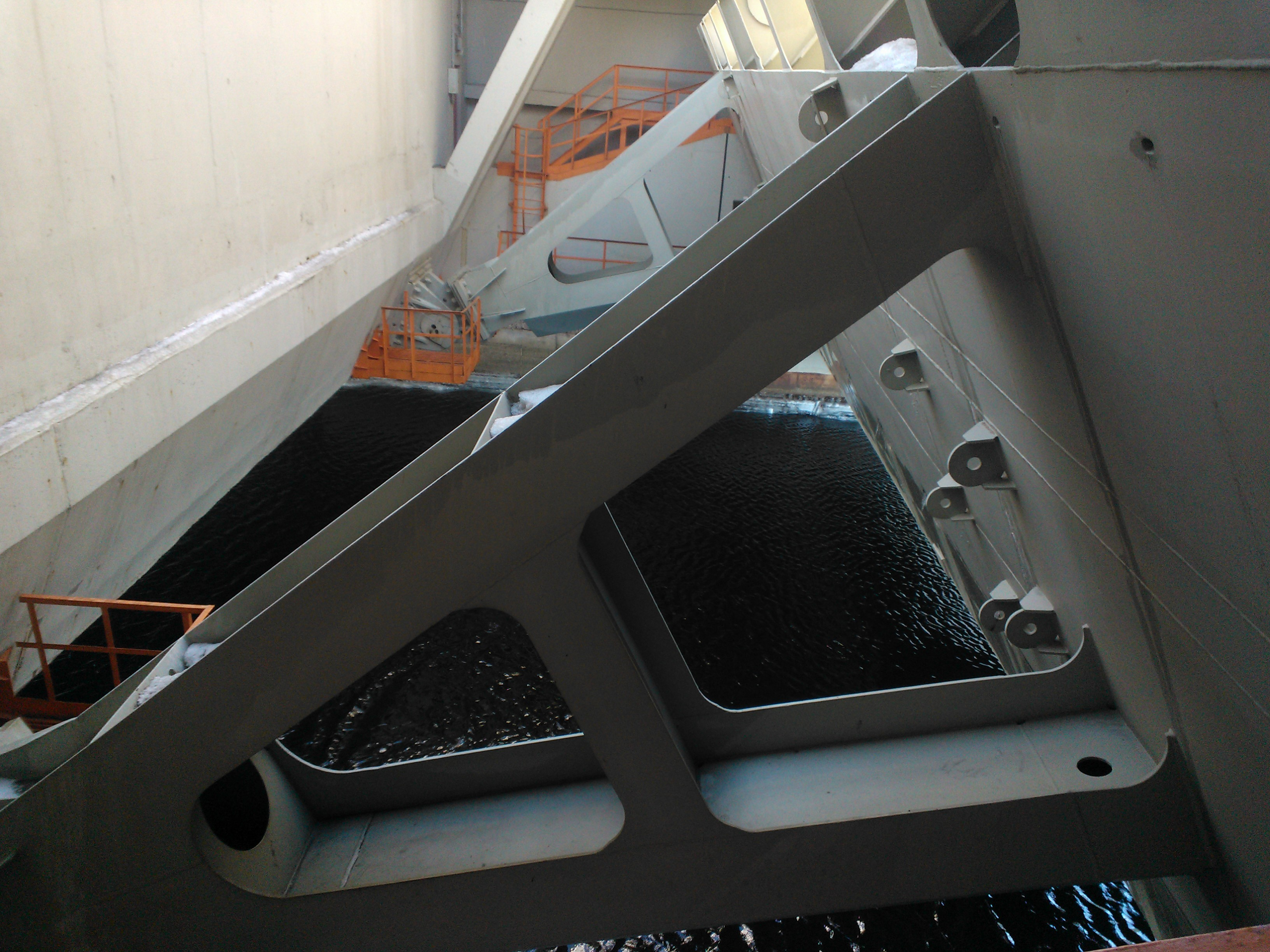
Затвор водопропускного сооружения
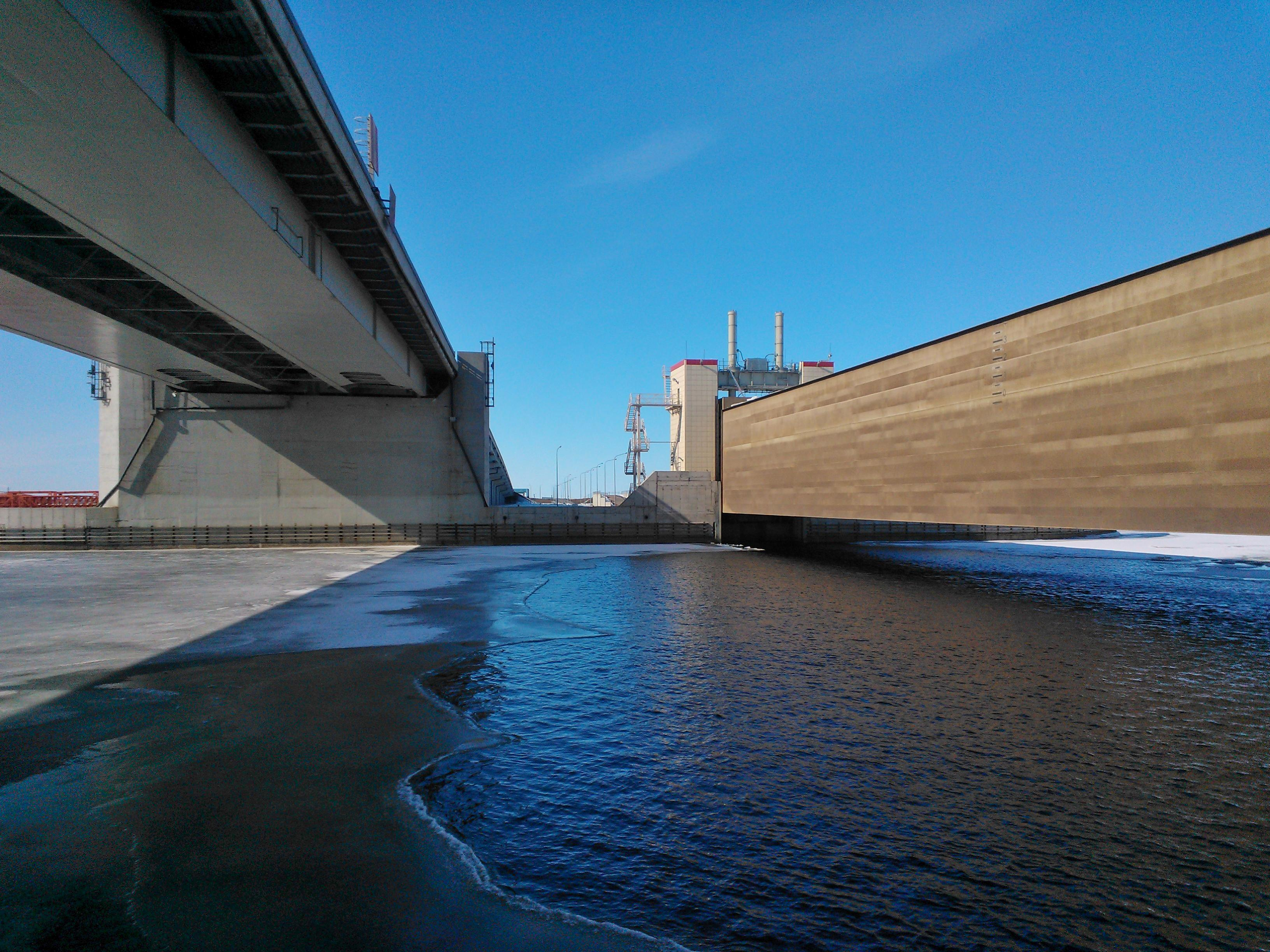
Мост над С-2 и затвор, находящийся в ремонтном положении. На затворе отмечены уровни воды
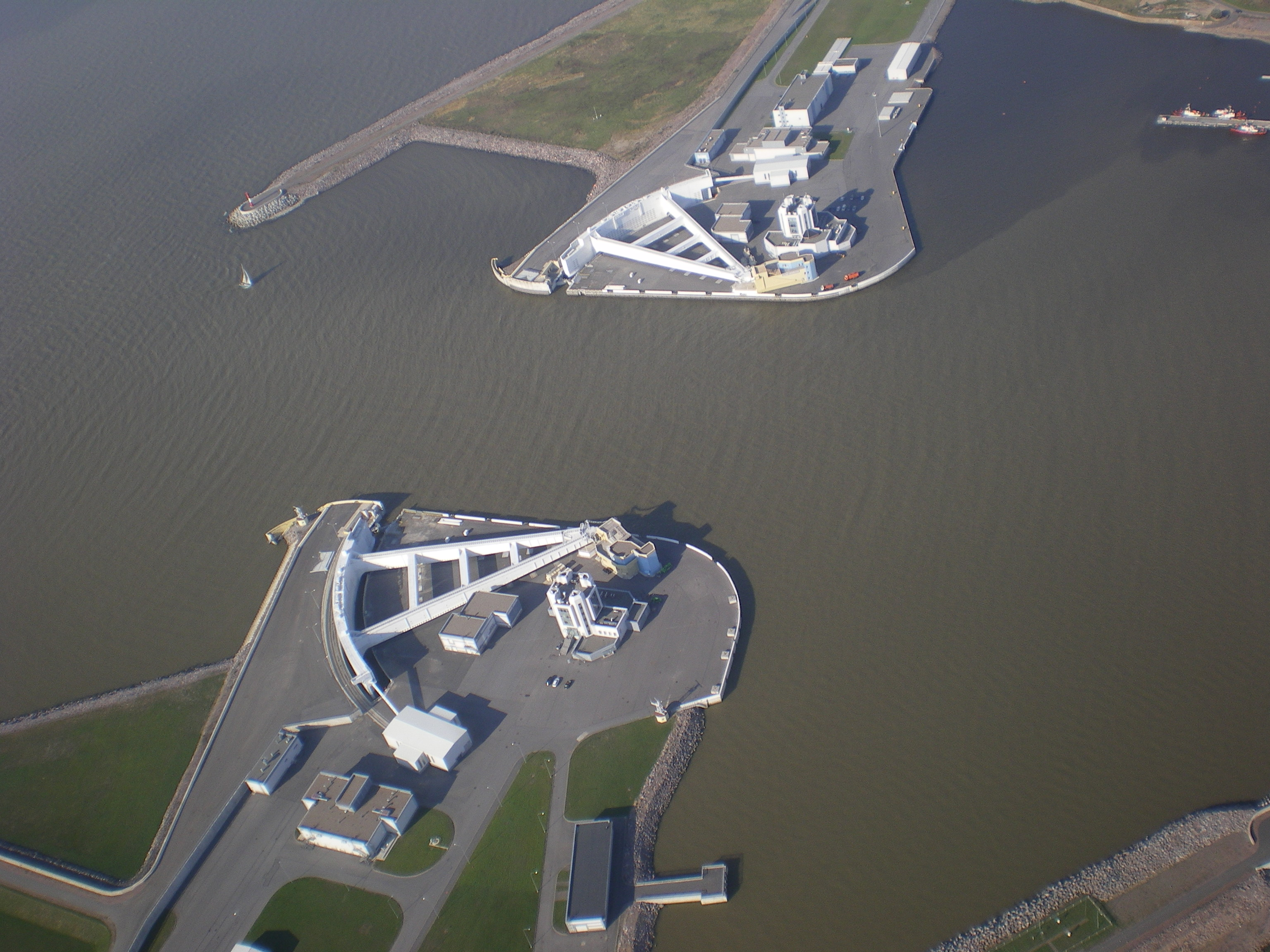
Судопропускное сооружение С-1

## История
На протяжении всей истории Санкт-Петербурга городу всегда угрожали наводнения. На начало 21 века наводнением считается подъём воды выше 160 см от нуля Кронштадтского футштока, либо на 150 см выше ординара водомерного поста возле Горного института. Со времени основания города было зафиксировано 305 подъёмов воды, из которых 3 считаются катастрофическими (300 см и выше).
После крупнейшего наводнения в 1824 году инженером П. П. Базеном был разработан проект дамбы через Финский залив, который в то время был сочтён неосуществимым.
Предлагались другие проекты защиты Санкт-Петербурга и Ленинграда от наводнений. Среди них был западный вариант (примерно по линии современного Комплекса) и восточный вариант (по западному побережью города). Западный вариант, в частности, разрабатывался в 1960-е годы в Государственном гидрологическом институте в Ленинграде (заведующим отделом русловых процессов Н. Е. Кондратьевым). Технико-экономическое обоснование защиты Ленинграда от наводнений и Технический проект комплекса защитных сооружений были разработаны в 1965—1977 годах в Ленинградском отделении института Гидропроект под руководством главного инженера проекта С. С. Агалакова. Технический проект прошёл государственную экспертизу Госстроя СССР, Государственного Комитета по науке и технике СССР и был утвержден Постановлением Совета Министров СССР 29.12.1978 года. Стоимость капиталовложений при строительстве сооружения оценивалась в 500 млн рублей.
В целях научно-экспериментального обоснования строительства и дальнейшего его сопровождения был сооружён макет Невы и Невской губы в масштабе 1:500 разместившийся на площади 8 тыс. м².
Строительство дамбы было начато в 1979 году после выхода постановления ЦК КПСС и Совета Министров СССР от 02.08.1979 № 745 «О строительстве сооружений защиты Ленинграда от наводнений». По проекту дамбы 1970 года, которая начнётся от Горской, срок строительства должен был составить 8 лет, длина — 22 км, высота — 11 м.
Для развертывания строительства и размещения производственных баз предприятий были организованы строительные площадки «Горская», «Котлин» и «Бронка». В апреле 1980 года по представлению министра энергетики и электрификации СССР П. С. Непорожнего начальником строительства и генеральным директором производственного строительно-монтажного объединения «Ленгидроэнергоспецстрой» назначен Ю. К. Севенард. Рабочая документация для строительства сооружений и систем комплекса защиты разрабатывалась с 1981 по 2011 год в институтах Ленгидропроект и Ленморниипрект с субподрядными организациями под руководством главных инженеров проекта КЗС (С. Н. Кураева) и судопропускных сооружений (А. А. Гаркавко).
В октябре 1980 года от Горской началась отсыпка первой дамбы (Д-11) в составе комплекса. В 1981 году начались работы по возведению водопропускного сооружения В-6, в 1983 — В-5, в 1984 — В-4. Остров Котлин через дамбы и временные перемычки со стороны Горской в декабре 1984 года был соединён с материком; было открыто сквозное движение для строительного автотранспорта. В 1984 году начаты работы по сооружению С-1 — возведение ограждающей перемычки, из образовавшегося котлована в 1986 году была откачана вода и начались бетонные работы. В 1987 году было решено отказаться от первоначально предусмотренных на обоих судопропускных сооружениях откатных ворот и строить вместо них затворы в виде батопортов для С-1 и опускной затвор для С-2.
В 1980-х годах в научном сообществе и среди граждан возникли опасения касательно влияния КЗС на экологическую ситуацию в Невской акватории. Высказывались опасения, что КЗС может превратить Неву в биологический реактор. В начале 1990-х кроме общественности, собиравшейся для обсуждения в ДК им. Ильича, против КЗС выступили и депутаты Ленсовета, было принято решение о прекращении финансирования. Против выступала и писательская организация, члены которой были слабо осведомлены об особенностях проекта, но имели вес в обществе. Две комиссии РАН высказали диаметрально противоположные мнения: от «проект безопасен» до «рекомендуем разобрать недостроенную дамбу».
С конца 1980-х годов строительство комплекса стало резко тормозиться из-за смены руководства министерства, ухудшения финансирования проекта, а также разгоревшихся среди политиков и СМИ дискуссий и протестов общественности, опасавшейся отрицательных экологических последствий возведения дамбы и выдвигавшей требования вплоть до разрушения того, что уже было построено. Фигура самого Севенарда превратилась в объект разного рода обвинений, как политических, так и криминальных. Только в 1993 году на заседаниях Ленсовета 11 раз ставился вопрос о лишении его звания депутата. Несмотря на попытку Севенарда сложить свои полномочия в 1993 году, глава российского правительства вновь назначил его генеральным директором предприятия, и тот продолжал руководить строительством вплоть до 2001 года.
В 1995 году на киностудии «Леннаучфильм» вышел научно-популярный фильм «Морские наводнения на компьютере» (режиссёр-оператор В. Петров). Фильм посвящён проблемам защиты людей от наводнений, в том числе ведется рассказ о строительстве дамбы в Финском заливе для защиты Санкт-Петербурга от затоплений.
В конце 2005 года руководителем Северо-Западной дирекции Росстроя, отвечавшим за строительство КЗС, был назначен банкир Владимир Коган.
Основные строительные работы на комплексе защитных сооружений были завершены в 2010 году, официальная церемония ввода в эксплуатацию произошла 12 августа 2011 года. Первое использование комплекса для защиты Санкт-Петербурга от сгонно-нагонных явлений в Невской губе произошло в том же году, 28 ноября 2011 года.

## Использование комплекса в целом и его задействование по основному назначению

### Пробное и рабочие задействования Комплекса для предотвращения подтопления Санкт-Петербурга
Первое официально объявленное рабочее (а не пробное) задействование КЗС для защиты города с закрытием его судопропускных сооружений состоялось при значительном повышении уровня воды выше ординара в Неве и других реках Санкт-Петербурга 28 ноября 2011 года. Комплекс защитных сооружений был закрыт приблизительно 10 часов, что позволило снизить высоту нагона на метр и привело к задержке движения 23 судов.
При предыдущем наводнении в сентябре того же 2011 г. «дамбу» не перекрывали, несмотря на подтопление приречной части ряда приневских районов города.
По оценке специалистов использование Комплекса:
- 28 ноября 2011 года помогло предотвратить ущерб городу в размере 1,3 млрд рублей[31].
- 29 октября 2013 года помогло предотвратить ущерб городу в размере 19,2 млрд руб[32].

Предотвращение наводнений:
- 10 февраля 2023 закрытие c 12:25 по 22:16. Было предотвращено 32-е морское наводнение с расчётной высотой до +184 см[33][34][35].
- 4 октября 2023 закрытие с 11:30 по 16:05. Было предотвращено 33-е морское наводнение[36][37][38].
- 12 октября 2023 закрытие с 01:46 по 19:22. Было предотвращено 34-е морское наводнение с расчётной высотой до +212 см. Это 14-е особо опасное наводнение, остановленное КЗС за период эксплуатации[39][40][41].
- 14 октября 2023 закрытие с 17:00 по 15:00 15.10.2023. Было предотвращено 35-е морское наводнение с расчётной высотой до +222 см[42][43].
- 16 ноября 2024 года с 17:02 по 17 ноября 01:22. Оптимальное время закрытия затворов КЗС позволило успешно предотвратить 36-е морское нагонное наводнение с прогнозируемым уровнем подъема воды в устье реки Невы +200 см БС.[44].
- Комплексом защитных сооружений г. Санкт-Петербурга 30 декабря 2024 года предотвращено 37-е морское нагонное наводнение расчётным уровнем +167 см БС.
- 3 июля 2025 года с 22:24 по 4 июля 2025 18:48. Комплекс предотвратил 38-е морское нагонное наводнение, расчетным  уровнем воды в устье реки Невы +216 см БС.[45][46][47].

### Автомобильное движение по трассе Комплекса

#### Автодорога по северной части комплекса и изменение состояния водного сообщения по маршрутам Санкт-Петербург — Кронштадт и Кронштадт — Ломоносов

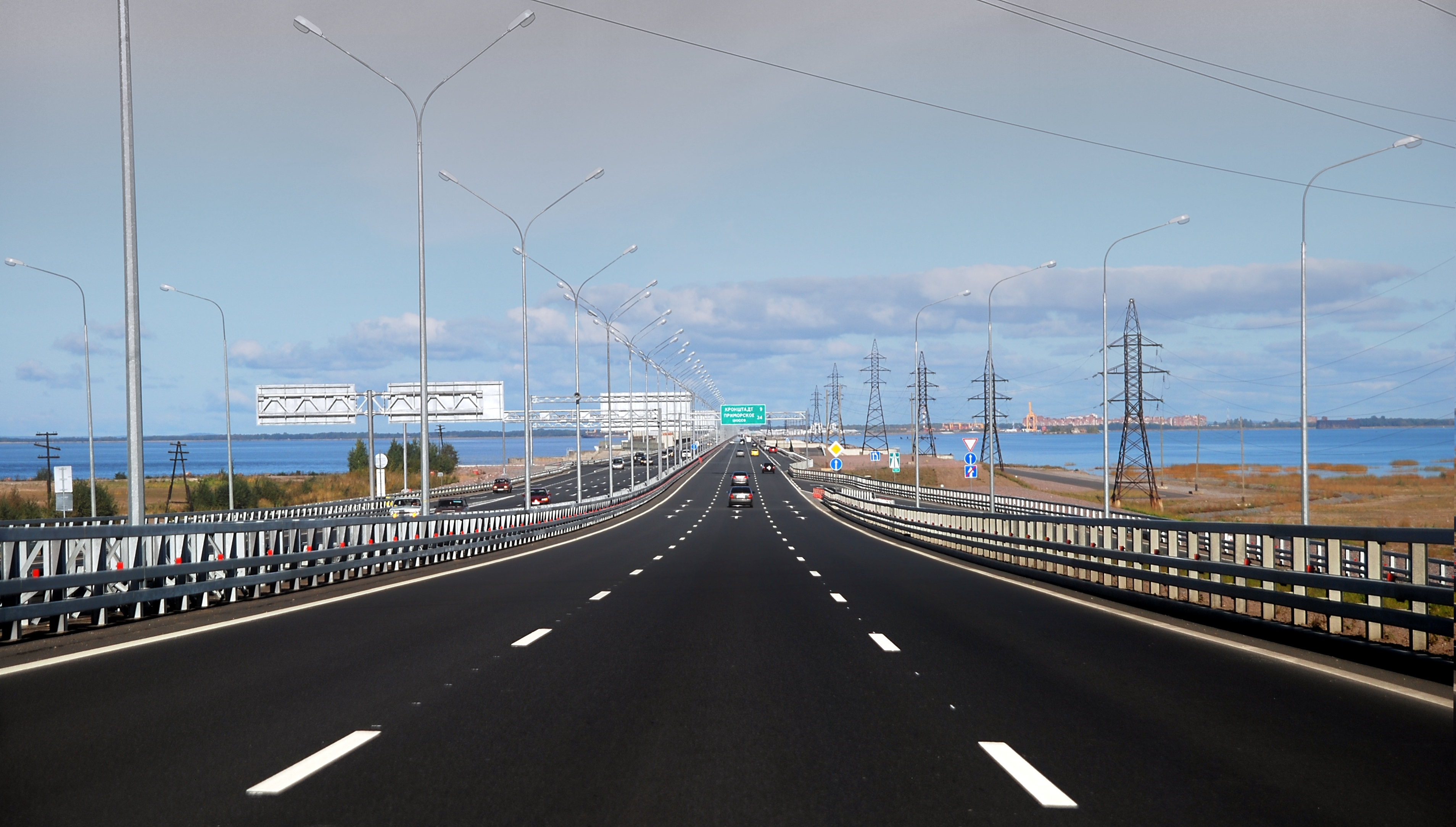
Автодорога по КЗС. 2011 год

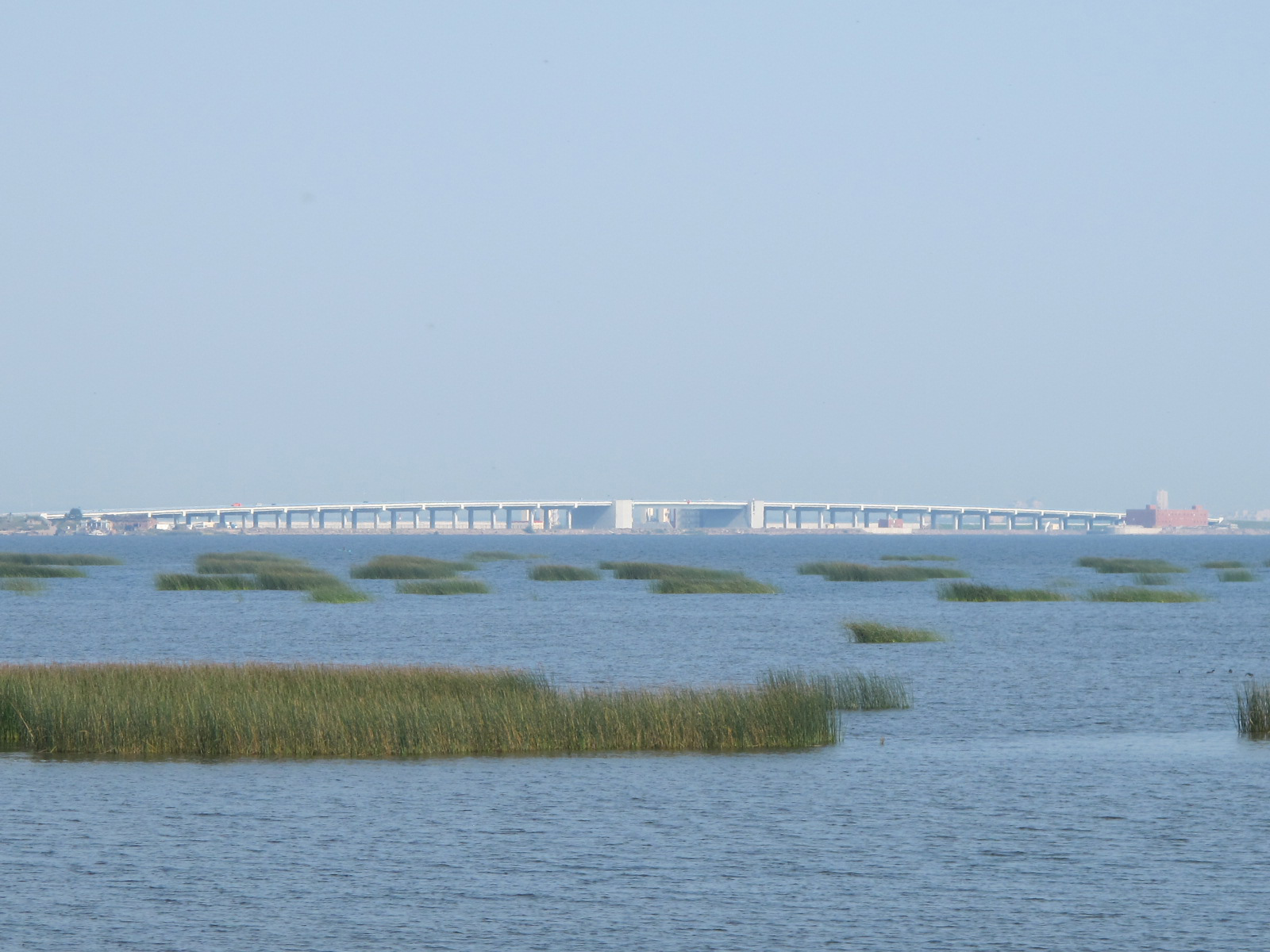
Разводной автодорожный мост над С-2

До ввода в строй в 2011 году южного участка комплекса его северная половина — от железнодорожной платформы Горская до города Кронштадт на острове Котлин — использовалась как основание дороги для доставки пассажиров и грузов автомобильным транспортом, что значительно повысило погодонезависимость, а следовательно и надёжность сообщения с островом по сравнению с существовавшей прежде водной переправой. По дамбе были пущены социальный и коммерческий автобусные маршруты от ближайших петербургских станций метро, прежде всего — станции «Чёрная речка».
Водное сообщение с Кронштадтом из Петербурга, осуществлявшееся в период летней навигации, перестало быть основным, но на начало 2010-х годов сохранялось движение двух, а затем одного, пассажирских паромов ледового класса между Котлином и городом Ломоносов на южном берегу Финского залива в пределах пригородной территории Санкт-Петербурга, летом 2011 года заменённое на автомобильное (в том числе автобусное) сообщение через тоннель.

#### Движение через тоннель южной части Комплекса
Официальное торжественное открытие сквозного автомобильного сообщения по всей трассе Комплекса вместе со сдачей Комплекса в эксплуатацию состоялось 12 августа 2011 года.
Техническая дорога от Бронки на южном берегу через тоннель фактически существовала и до его официального открытия, но на завершающем этапе работ съезды в тоннель были закрыты, что вызвало официально не подтвердившиеся слухи о том, что дамба «потекла».

## Снижение эффективности
В начале 21 века определённую популярность начали получать проекты создания территорий внутри акватории, отсечённой дамбами КЗС. Это приводит к уменьшению площади акватории Невской губы и прилежащих низменностей, используемых для накопления воды из Невы, продолжающей поступать во время наводнений и при закрытом КЗС, поднимая тем самым уровень воды в городе. Уменьшение площади этих территорий ведёт к уменьшению времени в течение которого Комплекс защитных сооружений сможет предотвращать наводнение, к подтоплению территорий и в целом к неспособности обеспечить защиту от наводнений.
Так, в заключении Главгосэкспертизы Госстроя СССР от 1977 года указано, что площадь акватории, отсекаемой КЗС составляет 400 км², а в документе Федерального агентства водных ресурсов РФ от 2019 года — 329 км². То есть за это время площадь сократилась на 71 км² или 18 %. Из-за уменьшения аккумулирующей способности акватории ряд специалистов утверждает, что уже сейчас КЗС работает на пределе своих возможностей по предотвращению наводнений. При задействовании КЗС, который предотвращает значительный подъём воды в городской черте, наводнения тем ни менее иногда случаются. Так, в декабре 2011 и декабре 2015 годов уровень воды у мерного пункта возле Горного института превышал 150 см, что соответствует наводнению.

## Дамба в кино и клипах
На комплексе защитных сооружений неоднократно проходили съёмки художественных фильмов. Так, в районе недостроенного судопропускного сооружения С-2 снимались эпизоды художественных фильмов «Антикиллер», «Экстренное торможение», «Гадкие лебеди», германской кинокартины «Бункер», сериалов «Убойная сила», «Игра без правил» и «Братва». На недостроенном судопропускном сооружении С-1 снимали эпизоды фильма «Упырь». В 1996 году на северном участке КЗС, в том числе на затворе водопропускного сооружения, снимался музыкальный клип на песню «Тучи» группы Иванушки International.
В 2016 году был снят фильм «Молот», в финале которого действие происходит на дамбе и завершается в затопленном тоннеле под судопропускным сооружением С-1. В 2019 году был снят клип группы RSAC на песню «NBA» (при участии Ella), основное действие которого происходит на комплексе защитных сооружений.